# سرفيد أنيق
السرفيد الأنيق هو نوع من السرفات الصغيرة في فُصيلة عويسباوات. توجد في أوربّة وآسِية.